# Creacionisme de la Terra jove

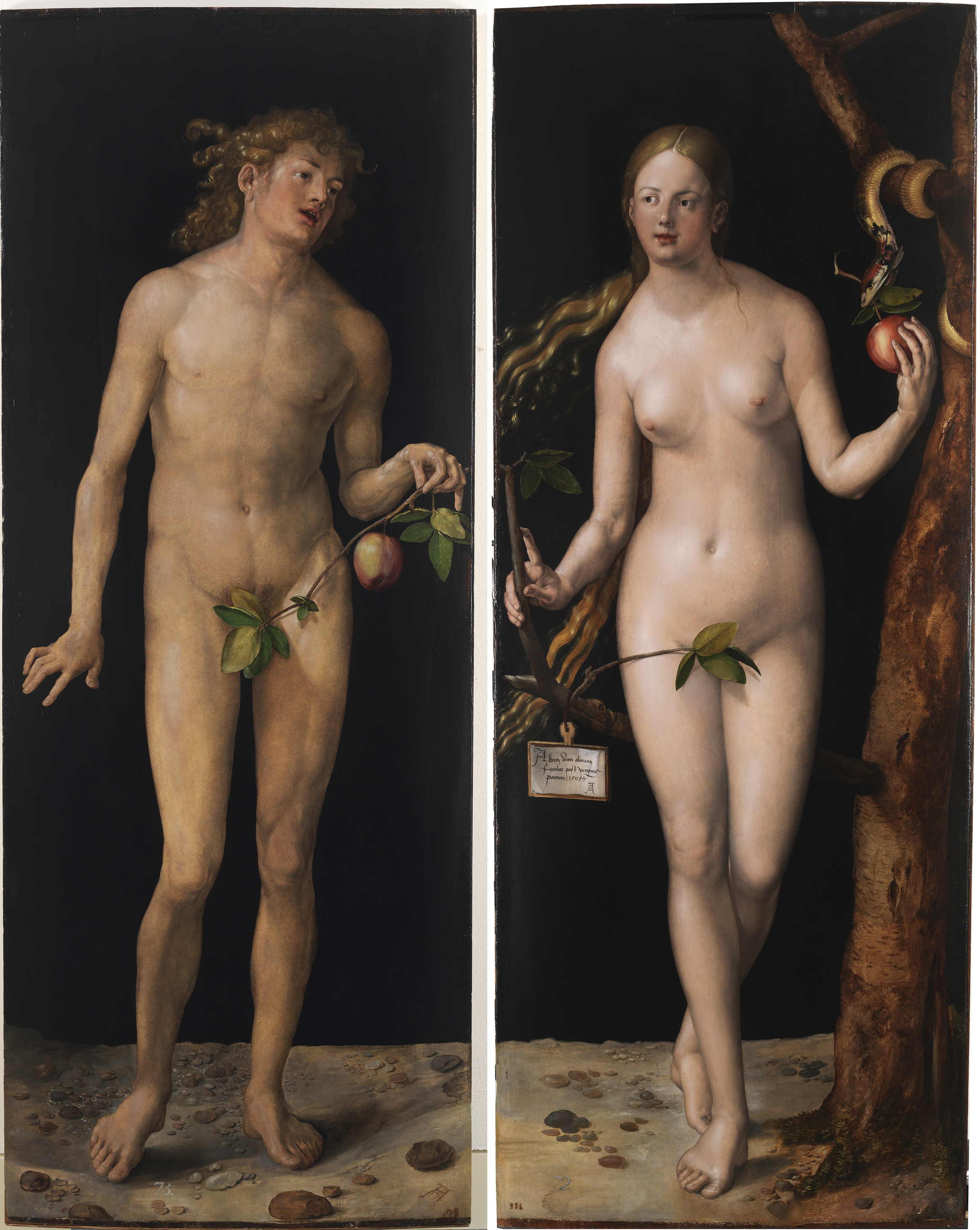
Adam i Eva, els primers humans d'acord amb el llibre de Gènesi.

El Creacionisme de la Terra jove és una forma radical de creacionisme actualment defensada per les esglésies evangèliques d'Amèrica. Igualment l'Església Ortodoxa Russa a l'exili, estableix que la Terra va ser creada literalment en set dies, per Déu, en aproximadament 6000 anys, i afirmen que l'evolució de les espècies és un mite. Creuen que Adam i Eva van pecar, i van viure literalment en el Jardí de l'Edèn.
La teoria de l'Antic-creacionisme de la terra és compartida per una gran part de l'opinió pública nord-americana, a diferència d'Europa, que adhereix fermament a l'evolució.

## Creences

### Edat de la Terra
Aquests creuen que la Terra és "jove", de l'ordre de 6.000 a 10.000 anys d'antiguitat. Segons els científics, l'Edat de la Terra és de 4,6 mil milions d'anys, utilitzant mètodes geocronològics, inclosa la datació radiomètrica. Per contra els creacionistes de la terra jove generalment obtenen l'edat del món, gràcies a les genealogies del Gènesi i altres informacions de la Bíblia.

### Història de la humanitat
D'acord amb una interpretació estrictament literal del Gènesi, creuen que Adam i Eva van ser els avantpassats universal de tota la raça humana. El Diluvi Universal se suposa que va matar a tots els éssers humans en la Terra, amb l'excepció de Noè i els seus fills i les seves dones. Tots els éssers humans vius avui en dia, per tant es creu que descendeix d'aquesta família, que va portar a la genètica per a tota la raça humana. En contradicció amb el qual és acceptat pels antropòlegs, els creacionistes de la Terra jove afirmen que totes les races van sorgir de la migració de persones d'arreu del món després de la Torre de Babel.

### Comportament dels animals
Aquest grup ensenya, que abans de la caiguda de l'home no hi havia depredadors carnívors i, per tant, els animals no morien. Es creu que tots els animals, juntament amb els éssers humans, subsistien amb una dieta totalment vegetariana.
Això planteja la qüestió de quin era l'origen i la funció de coses com el verí de les serps, els escorpins i les aranyes. Els creacionistes solen respondre a aquestes preguntes, ja sigui per postulació d'un tercer propòsit original (per exemple, el verí de la serp va ser dissenyat per suavitzar i poder digerir les fruites), o l'argument que suggereix que aquests mecanismes van ser miraculosament afegits als animals per Déu o pel dimoni en el moment de la caiguda.

### Diversitat de la vida
També afirmen que totes les espècies de vertebrats terrestres moderns són descendents dels animals originals de l'arca. Creuen que la majoria dels tipus d'animals de "l'Arca" es va diversificar, ja que posteriorment es va adaptar al seu entorn en un procés de variació i de selecció natural ràpida. Creuen que animals com els coales i els cangurs de l'arca van viatjar a Austràlia i a les illes del Pacífic gràcies a ponts de terra que posteriorment es van enfonsar. Molts afirmen que el procés de variació i de selecció natural fou degut per la pèrdua d'informació genètica.

### Paleontologia i dinosaures
La importància d'aquesta qüestió pels creacionistes té les seves arrels en la interpretació bíblica de la caiguda de l'home com a resultat del pecat i la mort, no només per a la humanitat, sinó per a totes les criatures.
El terme "dinosaure" va ser utilitzat per primera vegada per Richard Owen el 1842. Com és una encunyació moderna deriva del grec, la Bíblia no fa ús de la paraula "dinosaure", però l'hebreu la paraula tanniyn s'ha interpretat com referint-se a ells per alguns cristians. En les traduccions, tanniyn pot ser traduït com "monstre marí" o "serp", però se sol traduir com "drac". Aquestes criatures es mencionen gairebé trenta vegades a l'Antic Testament i es troben tant a terra com a l'aigua. En un altre punt, la Bíblia descriu una enorme criatura anomenada "Behemoth" (Job 40:15-24) que "mou la cua com un cedre", el gegant es descriu com "en primer lloc entre les obres de Déu" i com impossible de capturar (vs. 24). Alguns estudiosos de la Bíblia identifiquen aquest gegant, ja sigui com un elefant, un hipopòtam, o toro, però com que aquests animals tenen la cua molt prima que no són comparables amb la mida d'un cedre, els creacionistes sovint l'identifiquen amb el dinosaure gegant anomenat sauròpodes. Altres creacionistes fan referència al "gegant", com Brachiosaurus, ja que la Bíblia diu en Job: "Ell és el primer dels camins de Déu", el que significa que és l'animal més gran que Déu va crear. No obstant això, alguns estudiosos postulen que la referència a l'arbre de cedre en realitat es refereix a les seves acícules, que s'assembla al pèl eriçat a les cues dels moderns elefants, rinoceronts i hipopòtams. Altres crítics afirmen que la paraula «cua» és un eufemisme, referint-se al penis de l'animal, i que el passatge ha de ser entès com una descripció de la seva virilitat.
El Leviatan és una altra criatura a la que es refereix l'Antic Testament de la Bíblia, és descrit com un drac o una serp d'aigua. Alguns investigadors identifiquen el Leviatan a Job C. 41 amb la cocodril del Nil, o assenyala que té set caps i és purament mític. Igual que amb el gegant Behemoth, els creacionistes han tractat de connectar el Leviatan amb els dinosaures.
Els creacionistes afirmen que els fòssils representen les restes dels animals que van morir a la Gran Inundació. La majoria creu que Noè va portar els dinosaures amb ell en la seva Arca, i que a poc a poc es van extingir com a resultat de la caça per part de l'home.
El Museu de la Creació de Kentucky retrata els éssers humans i els dinosaures co-existent abans de la inundació. Alguns creacionistes afirmen que els dinosaures encara sobreviuen en llocs aïllats, i com a prova presenten presumptes observacions de monstres merins en llacs.

## Actitud vers la ciència
Aquest moviment normalment es caracteritza per la seva oposició a l'evolució, encara que també s'oposa a moltes teories dels camps de la física i Química (en particular els mètodes de datació absoluta), geologia, astronomia, cosmologia, biologia molecular, genòmica, lingüística, antropologia, arqueologia i altres camps de la ciència que han desenvolupat teories incompatibles amb la versió de la Terra jove de la història mundial. Fonamentalment estan oposats a qualsevol explicació dels orígens de qualsevol cosa que substitueix a Déu com a creador universal, tal com s'indica a la Bíblia, ja sigui l'origen de la diversitat biològica, l'origen de la vida o l'origen de l'univers mateix.

## Vegeu
- Cosmologia bíblica